# IU...IM
IU...IM è un EP della cantante sudcoreana IU, pubblicato nel 2009 dall'etichetta discografica LOEN Tree.

## Il disco
L'EP è stato pubblicato in Corea del Sud il 12 novembre 2009, dopo essere stato annunciato sul fan cafè di IU con un'immagine promozionale il 27 ottobre. Il giorno precedente l'uscita è stato diffuso il video musicale della title track Marshmallow. L'EP non ha conquistato nessuna posizione rilevante, mentre Marshmallow si è classificato alla sedicesima posizione della Circle Chart.

## Tracce
Testi di Choi Gap-won.
1. Love Attack – 3:10 (musica: Han Sang-won)
2. Taking a Train (기차를 타고) – 3:43 (musica: Lee Hyon-sung)
3. Marshmallow (마쉬멜로우) – 3:14 (musica: Kim Do-hoon, Park Su-jong)
4. Morning Tears (아침 눈물) – 3:50 (musica: Baek Su-jong, Lee Jong-hun)
5. Heart Beating Date (두근 두근 데이트) – 3:21 (musica: Min Hung-sik, Lee Jong-hun)
6. Taking a Train (strumentale) – 3:43 (musica: Lee Hyon-sung)
7. Morning Tears (strumentale) – 3:50 (musica: Baek Su-jong, Lee Jong-hun)

## Classifiche
| Classifica (2012) | Posizione massima |
| ----------------- | ----------------- |
| Corea del Sud     | 7                 |